# فیبا اقیانوسیه
فیبا اقیانوسیه (به انگلیسی: FIBA Oceania) شامل ۲۲ فدراسیون بسکتبال بین‌المللی (FIBA) در اقیانوسیه می‌باشد.

## اعضا
| - ساموای آمریکا - استرالیا - جزایر کوک - میکرونزی - فیجی - گوآم | - کیریباتی - جزایر مارشال - نائورو - کالدونیای جدید - نیوزیلند | - جزیره نورفک - جزایر ماریانای شمالی - پالائو - پاپوآ گینهٔ نو - ساموآ | - جزایر سلیمان - پلی‌نزی فرانسه - تیمور شرقی - تونگا - تووالو - وانواتو |

## 2 تیم برتر فیبا اقیانوسیه
| Rank | Team      | Points |
| ---- | --------- | ------ |
| 10   | استرالیاC | 234    |
| 20   | نیوزیلند  | 72     |

C Current zone champion

* updated 21 August 2016